# Гордона
Гордона, Ґордона (італ. Gordona) — колишній муніципалітет в Італії, у регіоні Ломбардія,  провінція Сондріо. 6 листопада 2015 року до Гордони приєднано муніципалітет Менарола.
Гордона розташована на відстані близько 550 км на північний захід від Рима, 95 км на північ від Мілана, 45 км на захід від Сондріо.
Населення — 1887 осіб (2014).

## Демографія
Населення за роками:

Станом на 1 січня 2023 року в муніципалітеті офіційно проживали 32 іноземці з 12 країн, серед них 7 громадян країн Євросоюзу та 7 громадян України.

## Сусідні муніципалітети
- Кама
- Ліво
- Лосталло
- Мезе
- Прата-Кампортаччо
- Самолако
- Вердаббіо
- Сан-Джакомо-Філіппо
- Соацца